# Chasseurs à cheval de la Garde impériale
Die Chasseurs à cheval de la Garde impériale (Jäger zu Pferd der kaiserlichen Garde) waren zwei Regimenter leichte Kavallerie der Cavalerie de la Garde impériale im napoleonischen Frankreich.
Das 1. Regiment gehörte zur Alten Garde und wurde unter dem Konsulat unter dem Namen „Guides de la Garde des consuls“ (Begleiter der Konsulargarde) aufgestellt. Es stellte gewöhnlich die Escadron zum Dienst beim Kaiser als Sicherungsescorte in den Quartieren der Feldzüge.
Die Chasseurs à cheval de la Garde waren die Lieblingstruppe des Kaisers. Zu Pferde wurde er meistens als Colonel (Regimentsinhaber) in der grünen Uniform dieser Truppe porträtiert, wobei er über der Uniform oftmals seinen berühmten grauen Mantel trug. Nach seiner Verbannung auf die Insel St. Helena trug er ständig diese Uniform und wurde auch in dieser in seinen Sarg gelegt.
Es war mit Abstand das am meisten angesehene Regiment der Garde. Wie die übrigen Einheiten der Garde waren sie stets im Herzen der Schlachten zu finden und verdienten sich besondere Lorbeeren in der Schlacht bei Austerlitz und in der Schlacht bei Eylau, jeweils geführt von dem Maréchal Bessières.
Ein zweites Regiment entstand erst per Dekret am 15. Mai 1815. Es sollte aus solchen Reitern der Linienkavallerie gebildet werden, die mindestens vier Jahre in den vergangenen Feldzügen gedient hatten. Allerdings kamen die meisten der Männer aus den vormaligen Escadrons der Jungen Garde (Jeune Garde) von 1813 und 1814, die seit der Ersten Restauration durch Linienkavallerie ersetzt worden war oder solchen, die auf Halbsold gesetzt waren.

## Aufstellung und Namensänderungen
- 1796: Aufstellung als: „Guides à cheval de l'armée d'Italie“
- 1798: Einsatz als: „Guides à cheval de l'armée d'Orient“
- 3. Januar 1800 (13 nivôse an VIII)[5]: „Compagnie de chasseurs à cheval de la Garde des consuls“.
- 8. September 1800: Verstärkung zur: Escadron de chasseurs à cheval de la Garde des Consuls, zu zwei Kompanien.
- 6. August 1801: Aufstellung einer zweiten Escadron zu je zwei Kompanien
- 14. November 1801: die zwei Escadrons werden zum „Régiment de chasseurs à cheval de la Garde des Consuls“.
- 1. Oktober 1802: Das Regiment wird auf vier Escadrons verstärkt.
- 21. Januar 1804: Umwandlung der Garde consulaire in die Garde impériale. Zuteilung einer Escadron Mameluken zum Regiment.
- 18. Mai 1804: Umbenennung in „Chasseurs à cheval de la Garde impériale“.
- 1814: Im Zuge der Erste Restauration wird die Einheit in „Corps royal des chasseurs à cheval de France“ umbenannt.
- 1815: Während der Herrschaft der Hundert Tage erfolgte die Rückbenennung in „Régiment de chasseurs à cheval de la Garde impériale“.
- 16. Mai 1815: Aufstellung des 2e régiment de chasseurs à cheval de la Garde impériale
- 1815: Im Zuge der Zweiten Restauration werden die beiden Regimenter im Oktober und November in Périgueux aufgelöst.

## Geschichte

### Die Ursprünge
Im Jahre 1800 existierte eine Kompanie Chasseurs à cheval in der Garde des consuls, die aus der „Compagnie des guides à cheval“ von Napoléon hervorgegangen war. und während des Feldzuges nach Italien aufgestellt worden war. Diese Abstammung erklärt die Zuneigung und Verehrung des Kaisers.
Die Kompanie kämpfte in der Schlacht bei Marengo, wo die Garde des consuls, als der Kampf verloren schien, den Rückzug des französischen Heeres deckte, bis Desaix mit der Verstärkung erschien.

### Als Gardeeinheit

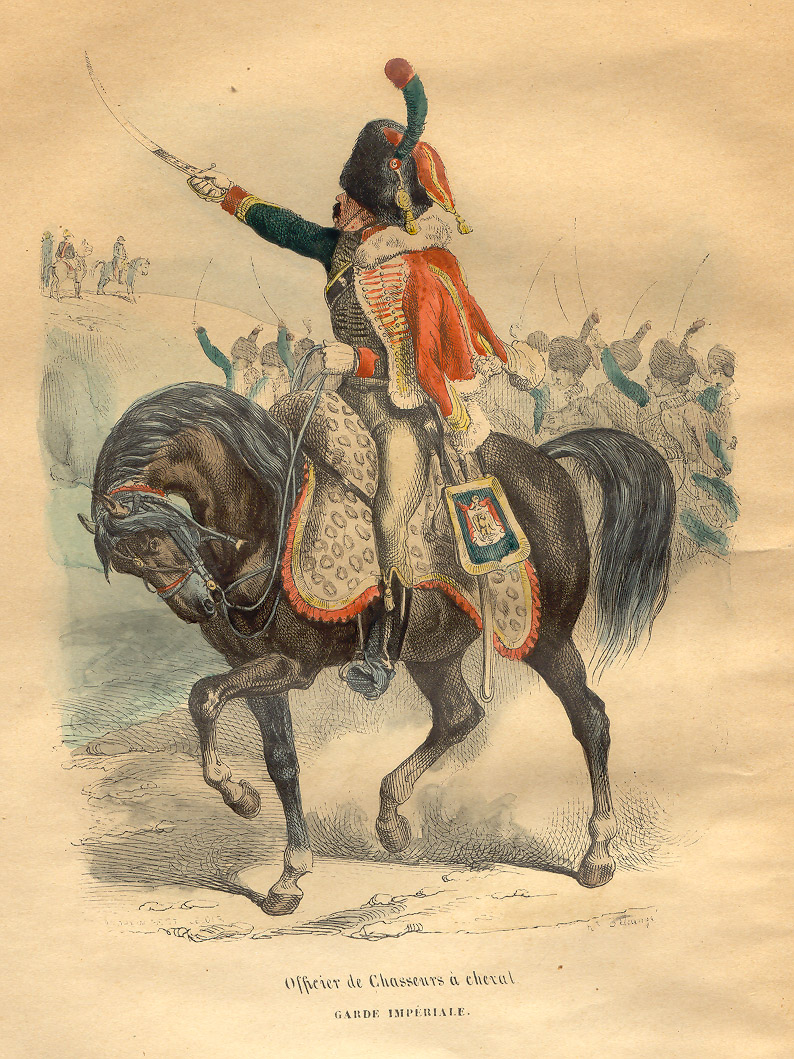
Offizier der Chasseurs à cheval de la Garde impériale

Im Jahre 1804 wurde die „Garde des Consuls“ nach dem Wechsel des politischen Systems in eine Monarchie in „Garde impériale“ umbenannt.
Trotz ihres Namens war die Garde ein Elitekampfverband der letzten Reserve, zusammengefasst aus den besten Angehörigen der Linienregimenter. Die Gardejäger zu Pferd wie auch die Gardegrenadiere zu Fuß hatten allerdings die Ehre, sowohl im Krieg als auch im Frieden die Garden Napoléons im wörtlichen Sinne zu sein. Die „Chasseurs à cheval“ stellten die Eskorte während seiner Reisen zu Pferd und in der Kutsche. In diesem Sinne war eine Escadron des Regiments generell im Dienst, um den Kaiser zu schützen. Ein Detachement befand sich während der Bewegungen des Kaisers auf dem Schlachtfeld stets in seiner unmittelbaren Nähe:
- 1 Lieutenant
- 1 Maréchal des logis
- 2 Brigadiers
- 22 Chasseurs
- 1 Trompeter

Bewaffnet waren sie mit der Muskete als Hauptbewaffnung. Sobald der Kaiser abgesessen war, stellte sich die Chasseure rund um den Kaiser auf, (carré d'honneur) um ihn vor Gewehr- und Kanonenkugel zu schützen. Wenn die Chasseurs den Kaiser zu Fuß begleiteten, trugen sie nur die Muskete und das Bajonett.
Die „Chasseurs à cheval de la Garde“ wurden mit Ehrungen überhäuft. Das Kommando über den Eskortenpeleton war eine große Ehre und sehr begehrt, da sich der betroffene Offizier die ganze Zeit in der Nähe des Kaisers aufhalten durfte.
Am Abend des 1. Dezember 1805, während der Schlacht bei Austerlitz unternahm Napoléon einen Erkundungsritt gegen die feindlichen Linie. Dabei wurde er von einer Gruppe Kosaken angegriffen. Die Chasseurs à cheval der Escorte schirmten den Kaiser ab, sodass dieser sicher zu den französischen Linien zurückkehren konnte.

### Die Kampfeinheit
Die Chasseurs à cheval kämpften ebenso an der Seite der anderen Kavallerieeinheiten.

#### 2. Dezember 1805: Die Attacke bei Austerlitz

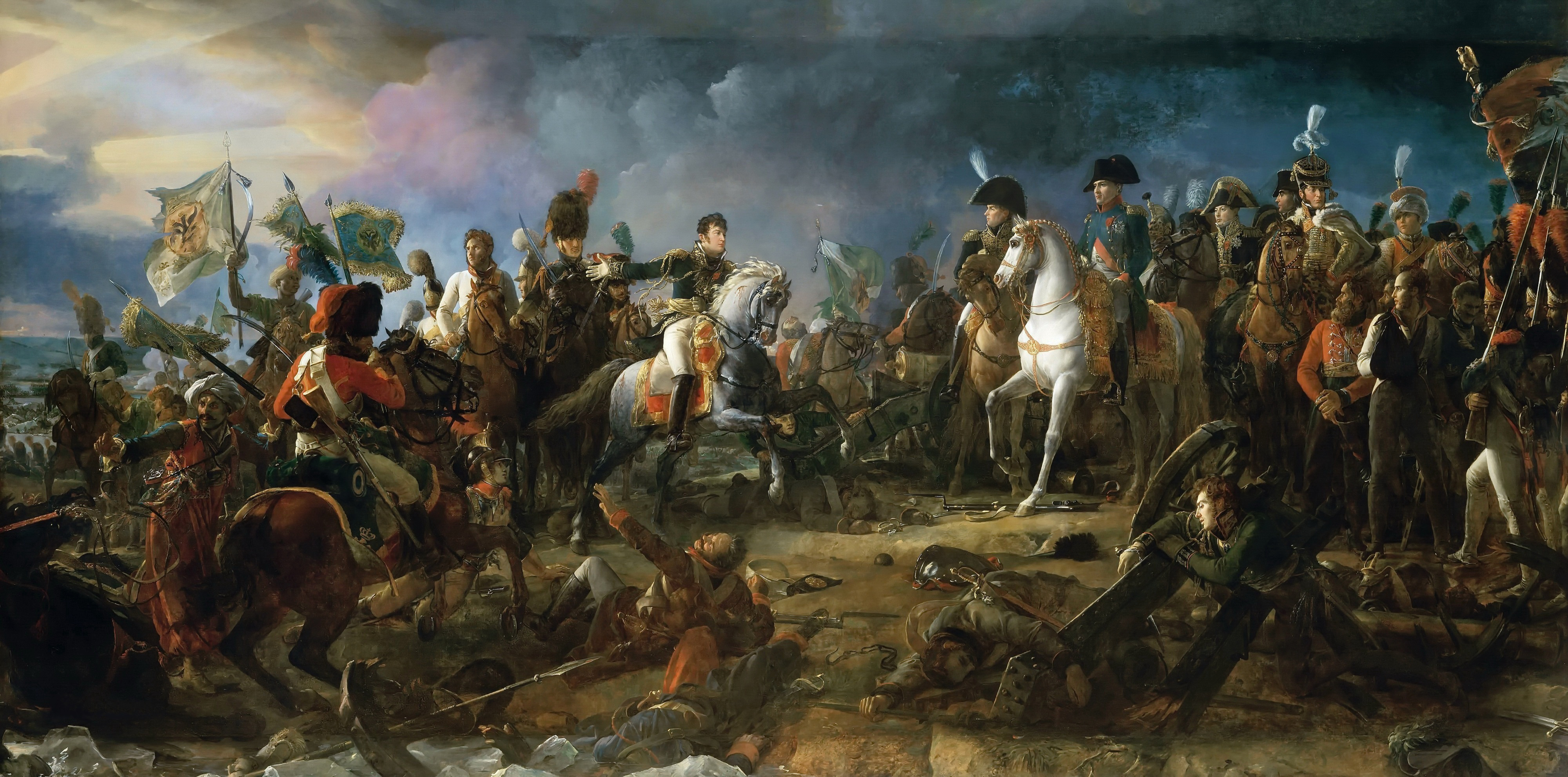
Die Trophäen von Austerlitz: links ein Trompeter der Chasseurs in großer Uniform, der Kolpak mit Mützenbeutel. Ebenfalls zu sehen Mameluken, deren Escadron dem Regiment der Chasseurs zugeteilt war.

Die russische Armee drückte auf den, zahlenmäßig unterlegenen rechten Flügel der Franzosen von Louis-Nicolas Davout, um sie von der Höhe von Pratzen hinunter zu werfen. Das Corps Soult griff an und nahm die anrückenden russischen Infanteriekolonnen unter Feuer. Daraufhin attackierte die russische Gardekavallerie und jagte zwei Regimenter der französischen Infanterie in die Flucht, während die anderen Carrés bildeten.
Napoléon gab daraufhin dem Maréchal Bessières den Befehl, mit der Gardekavallerie der bedrängten Infanterie zu Hilfe zu kommen. Bessières teilte vier Escadrons der Chasseurs à cheval (375 Reiter unter dem Kommando von Colonel Morlan), die Escadron Mameluken, (48 Reiter unter dem Kommando von Général Rapp) und vier Escadrons Grenadiers à cheval (706 Reiter geführt von Général Ordener) ein.
Bessières schickte zunächst zwei Escadrons der Chasseurs nach links und drei Escadrons der Grenadiers nach rechts zum Angriff, der jedoch durch das Regiment Semionovsky (Séménowski) abgewiesen wurde. Dabei wurde der Colonel Morlan getötet.
Inzwischen hatte das „Régiment d'artillerie à cheval de la Garde impériale“ (Garde-Feldartillerieregiment) begonnen, auf die russische Infanterie zu schießen. Dadurch konnte die sich bereits auf der Flucht befindliche französische Infanterie wieder sammeln und erneut zum Angriff übergehen. Die russischen Gardekürassiere und die Gardehusaren wurden so zurückgeworfen. Die Russische Gardekavallerie und die Kosaken griffen dann erneut an, der Ausgang der Angelegenheit wurde für die Franzosen zusehend unsicher. Napoléon befahl daraufhin seinen Aide de camp Jean Rapp zum Angriff. Der General griff mit den Mameluken an und verschaffte den drei Escadronen Grenadiers, die unter Ordener in schwere Kämpfe verwickelt waren Luft, ebenso den Chasseurs unter Dahlmann. Sie stießen seitlich in die russischen Linien, die auch zusätzlich von den französischen Infanteriecarées unter Feuer genommen wurden. Die russische Gardekavallerie wurde geschlagen und eine große Anzahl von Gefangenen gemacht, darunter der Oberst Fürst Repnin, Kommandeur der Chevaliergarde. Ebenso wurde eine Anzahl an feindlichen Standarten erbeutet. Der russische Angriff war hier abgeschlagen worden.

#### 8. Februar 1807: Die Attacke bei Eylau

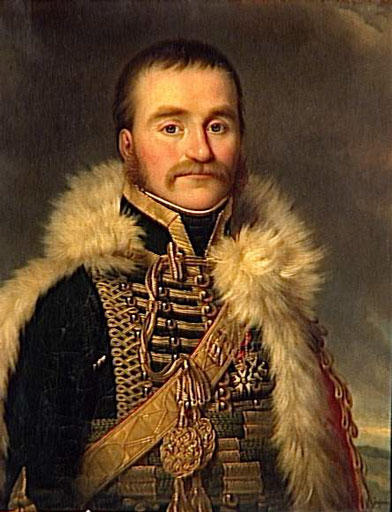
Général Dahlmann, Colonel en second der Chasseurs à cheval

Das 7. Corps von Charles Pierre François Augereau wurde von den Russen angegriffen, von vorn kommendes Schneetreiben führte zu fehlender Orientierung, was sie zur Zielscheibe der russischen Artillerie machte und große Verluste verursachte. Das Corps war faktisch ausgeschaltet. Eine enorme Lücke klaffte in den französischen Linien, der gesamte rechte Flügel, geführt von Davout war isoliert. Der russische Oberkommandierende, Levin August von Bennigsen, setzte einen Verband aus Infanterie und Kavallerie auf Davout an, um diesen zurückzudrängen bzw. zu vernichten. Des Weiteren schickte er mehrere Divisionen in das Zentrum, sowie eine Abteilung Infanterie in einen furiosen Angriff nach rechts gegen den Friedhof von Eylau, der von den Resten des 7. Corps verteidigt wurde.
Napoléon schickte Joachim Murat in eine der beachtenswertesten, mit Sicherheit aber unorganisiertesten Kavallerieattacken der Militärgeschichte. An der Spitze von 6.000 Mann Reservekavallerie griff er die feindlichen Divisionen im Zentrum an. Die Dragoner stürzten sich in Haufen auf die erste russische Linie, die Kürassiere der zweiten Welle trafen auf die zweite russische Linie. Als die französische Linienkavallerie von der russischen Infanterie eingekreist zu werden drohte, beorderte Napoleon die Gardekavallerie unter Maréchal Bessières zu deren Rettung. Dieser ritt eine Attacke quer durch die zweite russische Linie und verbreiterte die von den Kürassieren bereits vorher geschlagene Bresche. An der Spitze der Gardejäger zu Pferde wurde dabei der Regimentskommandeur, der Général de brigade Nicolas Dahlmann, tödlich verwundet. Daraufhin übernahm der Colonel Guyot das Kommando. Das Regiment der Gardegrenadiere zu Pferde unter dem Kommando von Colonel-major Louis Lepic und das 5e régiment de cuirassiers an seiner Seite stießen in die russische Infanterie hinein, gerade als diese die französischen Linien aufrollen wollte. Die Attacke der Gardekavallerie erlaubte es der Linienkavallerie von Murat, sich zu lösen und neu zu sammeln. Diese mörderische Attacke hatte die Franzosen 3.500 Gefallene gekostet, der russische Angriff auf das Zentrum war jedoch zurückgeschlagen worden.
Gegen den Angriff der russischen Grenadiere auf den Friedhof von Eylau, setzte Napoléon das 1er régiment de grenadiers-à-pied de la Garde impériale (Grenadiere zu Fuß der kaiserlichen Garde) an. Die Flanken wurden von zur Verfügung stehenden Escadrons der Gardekavallerie gedeckt. Im Rücken von den Husaren und den Jäger zu Pferde der Linienkavallerie unter Murat attackiert, wurden die russischen Verbände durch diesen Angriff von drei Seiten aufgerieben.

## Zusammenstellung und Sollbestand des Regiments
- 3. Januar 1800: 1 Kompanie.
- 8. September 1800: 1 Escadron des chasseurs (2 Kompanien).
- 6. August 1801: 2 Escadrons (Kompanien).
- 1. Oktober 1802: 4 Escadrons (8 Kompanien).
- 21. Januar 1804: 4 Escadrons (8 Kompanien) plus eine Escadron Mameluken.
- Personalbestand 1804:
  - 1 Colonel, und 1 Major.
  - Der Regimentsstab bestand zusätzlich aus: 1 Chef d’escadron,[8] 1 Adjudant-major, (Oberster Unteroffizier) 4 Porte-étendards, (Standartenträger) 1 Trompette-major, (etwa: Stabstrompeter) 1 Timbalier, (Kesselpauker) 1 Brigadier trompette (etwa: Regimentstrompeter) und 4 Maîtres ouvriers (Handwerker) – zusammen 13 Mann.
  - Die 8 Kompanien zu (in den 4 Escadrons), bestanden je aus: 1 Capitaine (Hauptmann), 1 Lieutenant en premier (Leutnant erster Klasse), 1 Lieutenant en second (Leutnant zweiter Klasse), 1 Sous-lieutenant (Unterleutnant), 1 Maréchal-des logis-chef (etwa: Hauptfeldwebel), 4 Maréchaux des logis (etwa: Oberfeldwebel), 8 Brigadiers, 1 Maréchal-ferrant (Beschlagschmied), 2 trompettes (Escadronstrompeter) sowie 96 Reiter, somit 116 Mann pro Kompanie, und total 928 Mann als Istbestand im Regiment. Der Sollbestand lag bei 943 Mann.

- 17. September 1805: 4 Escadrons (8 Kompanien), 1 Escadron Mameluken und 1 Escadron Veliten zu 4 Kompanien
- 15. April 1806: 4 Escadrons (8 Kompanien), 1 Escadron Mameluken und 2 Escadron (8 Kompanien) Veliten.
- Dezember 1809: 4 Escadrons (8 Kompanien), 1 Escadron Mameluken und 1 Escadron (4 Kompanien) Veliten.
- 1812: 5 Escadrons (10 Kompanien), 1 Escadron Mameluken.
- 1813: 8 Escadrons (16 Kompanien), (5 Escadrons in der Alten Garde, 3 in der Jungen Garde), 1 Escadron Mameluken
- 1814 (Erste Restauration): 4 Escadrons (8 Kompanien).
- 1815 (Herrschaft der Hundert Tage): 4 Escadrons (8 Kompanien), 1 Escadron Mameluken.

## Chefs de corps

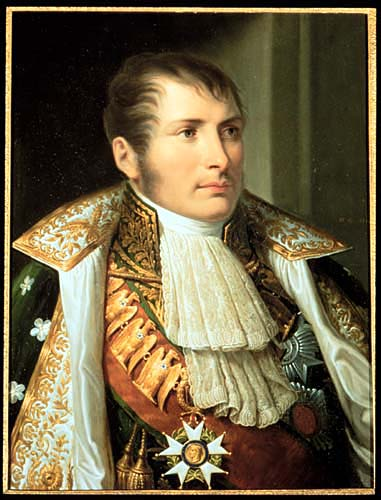
Eugène de Beauharnais, Colonel des chasseurs à cheval de la Garde impériale

Der Regimentsinhaber (Colonel du régiment) hatte weitgehend zeremonielle Aufgaben, kommandiert wurde es vom stellvertretenden Regimentskommandeur, dem „Colonel en second“ oder auch „Colonel-major“ genannt. Die Gardeangehörigen standen immer einen Rang über dem gleichen Rang der Linientruppe, Aus diesem Grunde war der formale Regimentskommandeur mindestens ein General und sein Stellvertreter ein Colonel. Ab 1804 war Napoleon selbst der Regimentsinhaber (Colonel)
- 1804: Eugène de Beauharnais – Général de division, Colonel des Regiments (Regimentsinhaber)
- 1804: François-Louis de Morlan – Colonel,[9] Colonel en second du régiment[10]
- 1805: Nicolas Dahlmann – Général de brigade, Colonel en second du régiment
- 1807: Claude-Étienne Guyot – Colonel, Colonel en second du régiment
- 1809: Jean Dieudonné Lion – Colonel, Colonel en second du régiment
- 1812: Claude-Étienne Guyot – Général de division, Colonel en second du régiment
- 1813: Charles-Claude Meuziau – Général de brigade, Colonel en second du régiment
- 1813: Charles Lefebvre-Desnouettes – Général de division, Colonel en second du régiment
- 1815: François Antoine Lallemand – Général de brigade, Colonel en second du régiment
- 1815: Pierre-Jacques de Potier – Colonel dann Maréchal de camp, Colonel du régiment (Regimentsinhaber)

## Standarte
Die Standarte (Guidon) vom Modell 1804 war nicht quadratisch, sondern glich denen der Jäger zu Pferde der Linienkavallerie.
Die Standarte vom Modell 1812, die 1813 ausgegeben wurde, war quadratisch in den Farben der Trikolore. auf der Vorderseite befand sich die Inschrift:
- « Garde impériale, l'Empereur Napoléon au régiment de chasseurs à cheval »

auf der Rückseite die Namen der Schlachten, an denen es ehrenvoll teilgenommen hatte, sowie die Namen der eroberten Hauptstädte.
Die Standarten des Regiments wurden während der Zweiten Restauration vernichtet.

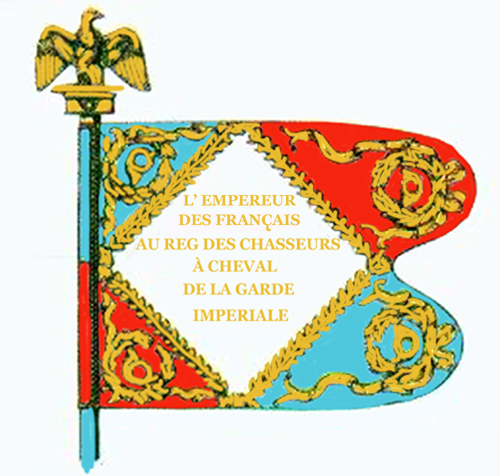
Guidon Modell 1804 Vorderseite
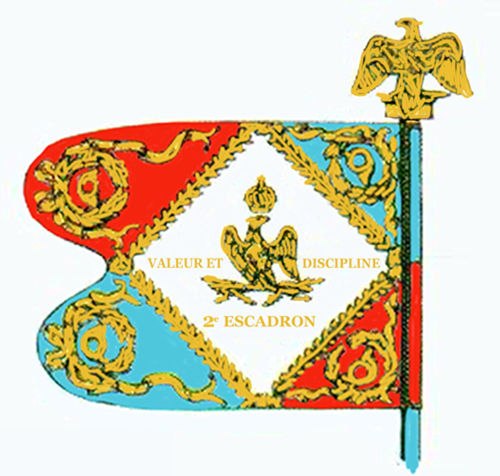
Guidon Modell 1804 Rückseite
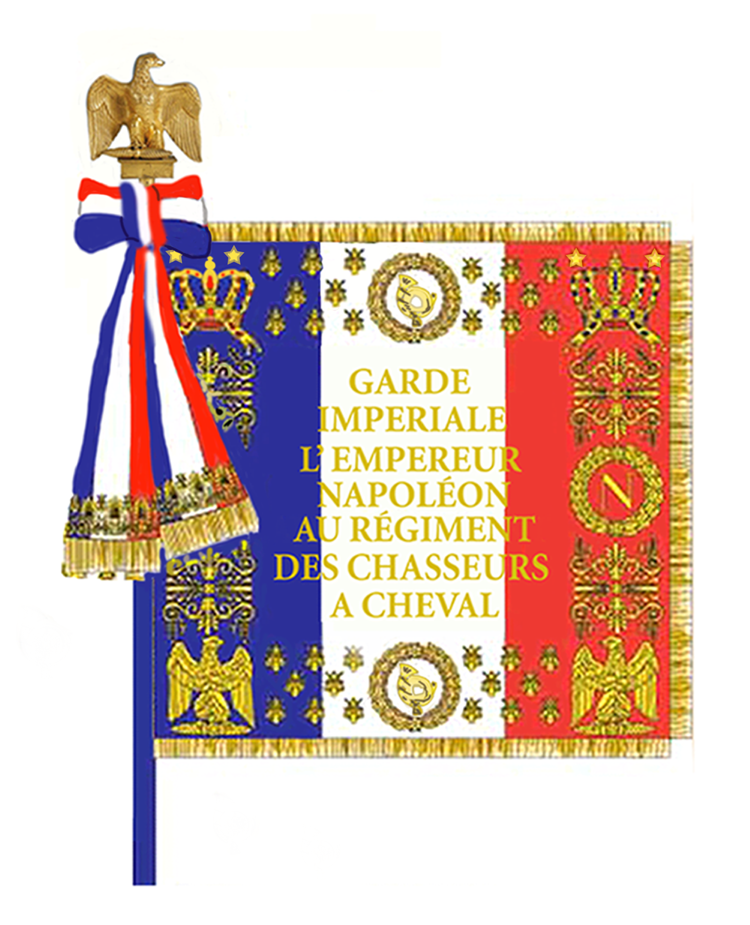
Standarte Modell 1812 (Vorderseite)

## Besondere Ehrungen

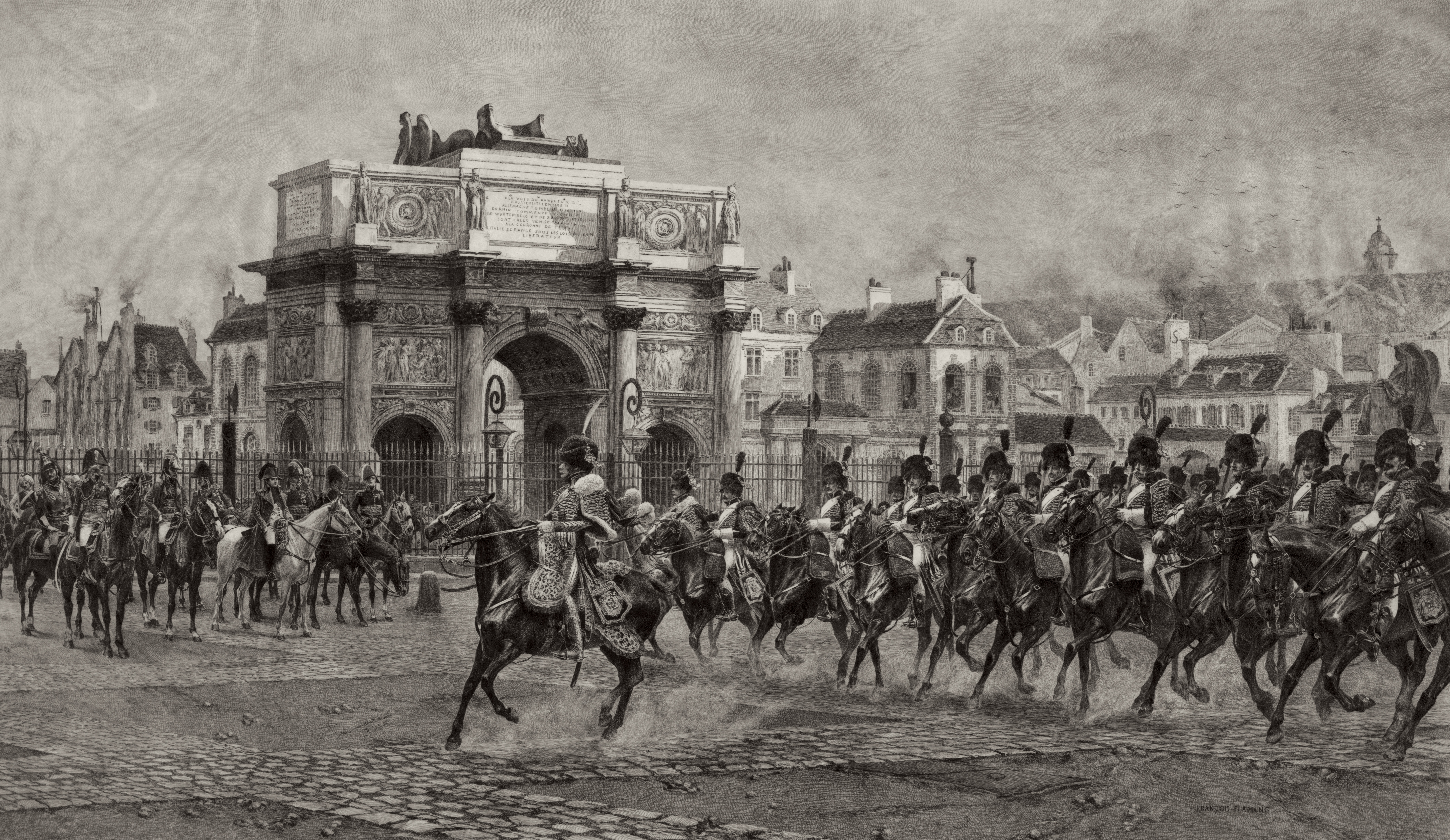
Die Chasseurs à cheval de la Garde impériale defilieren vor Napoléon und seinem Stab

Nach der Rückkehr aus den Feldzügen von 1807 wurde den „Chasseurs à cheval de la Garde impériale“ neben einigen anderen Regimentern von der Stadt Paris ein Eichenlaubkranz für die Fahnenadler verehrt und vom Präfekt des Département Seine überreicht. Der Lorbeerkranz wurde um den Hals des Adlers gehängt.

## Gefechtskalender
Stützpunkt des Regiments war die École militaire de Paris (Militärschule in Paris).
Bei den folgenden Großereignissen war das Regiment beteiligt:
- 1800: Schlacht bei Marengo
- 1805: Schlacht bei Ulm
- 1805: Schlacht bei Austerlitz
- 1806: Schlacht bei Lopaczin
- 1807: Schlacht bei Eylau
- 1807: Schlacht bei Friedland (in Reserve)
- 1807: Schlacht bei Guttstadt
- 1808: Schlacht bei Benavente
- 1809: Schlacht bei Wagram (in Reserve)
- 1809: Schlacht an der Beresina (in Reserve)
- 1812: Schlacht bei Malojaroslawez
- 1812: Schlacht um Smolensk
- 1813: Schlacht bei Reichenbach
- 1813: Schlacht um Dresden
- 1813: Völkerschlacht bei Leipzig
- 1813: Schlacht bei Weimar
- 1813: Schlacht bei Hanau
- 1814: Schlacht bei Montmirail
- 1814: Schlacht bei Château-Thierry
- 1814: Schlacht bei Craonne
- 1814: Schlacht bei Valcourt
- 1815: Schlacht bei Courtrai
- 1815: Schlacht bei Waterloo

Gefallene oder verwundete Kommandeure des Regiments in dieser Periode:
- Colonel François-Louis de Morlan: gefallen am 2. Dezember 1805 in der Schlacht bei Austerlitz
- Général de brigade Nicolas Dahlmann: gefallen am 8. Februar 1807 in der Schlacht bei Eylau

Zwischen 1804 und 1815 gefallene oder verwundete Offiziere:
- Gefallen: 70
- An ihrer Verwundung gestorben: 8
- Verwundet: 130

## Ruhmreiche Waffengänge des Regiments

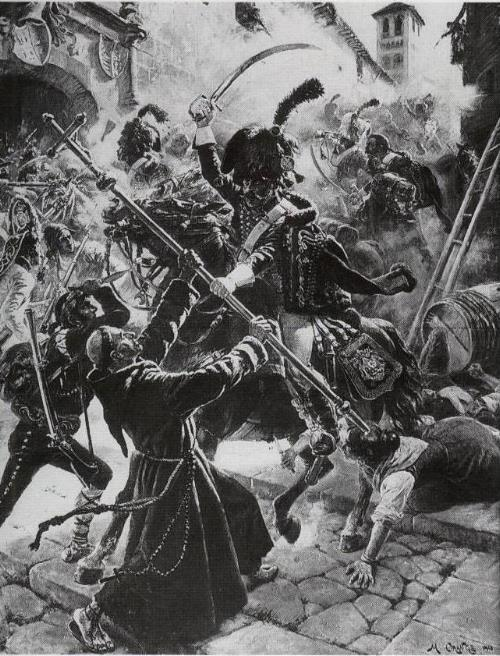
Angriff der Chasseurs de la Garde in der Rue d'Alcala in Madrid

Generalangriff in der Schlacht bei Austerlitz auf die kaiserlich-russische Garde.
Generalangriff in der Schlacht bei Eylau gegen russische Infanterie, die dabei war, das französische Heer in zwei Teile zu spalten.
Auf der Standarte Modell 1812 verewigte Teilnahme an den Schlachten:
- Marengo
- Ulm
- Austerlitz
- Schlacht bei Eylau
- Friedland
- Eckmuhl
- Wagram
- Smolensk
- Moskova

sowie der eingenommenen Hauptstädte:
- Wien
- Berlin
- Madrid
- Moskau

## Uniformen unter dem Konsulat und dem Kaiserreich

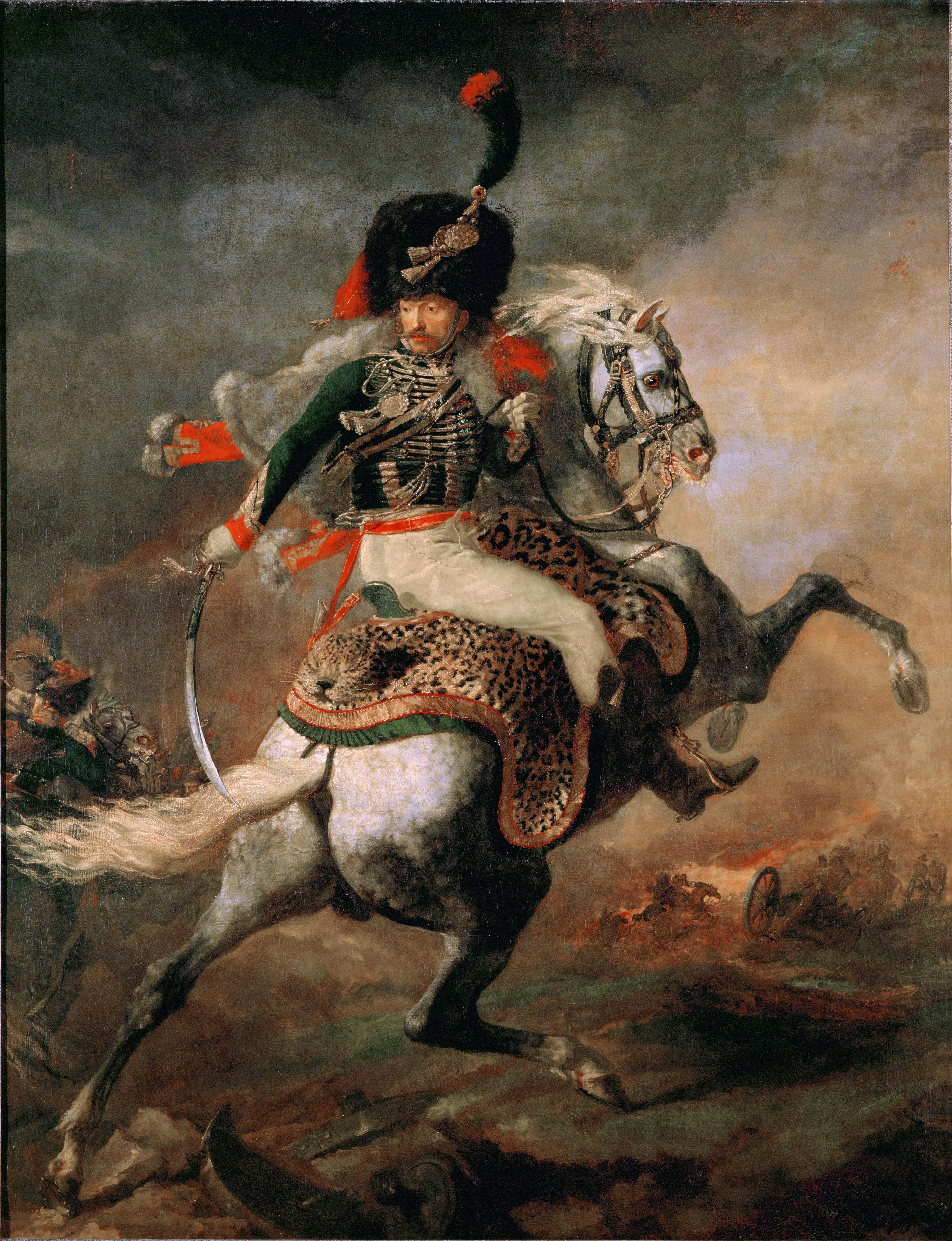
Offizier der Chasseurs à cheval de la garde impériale in großer Uniform, (Théodore Géricault, 1812).

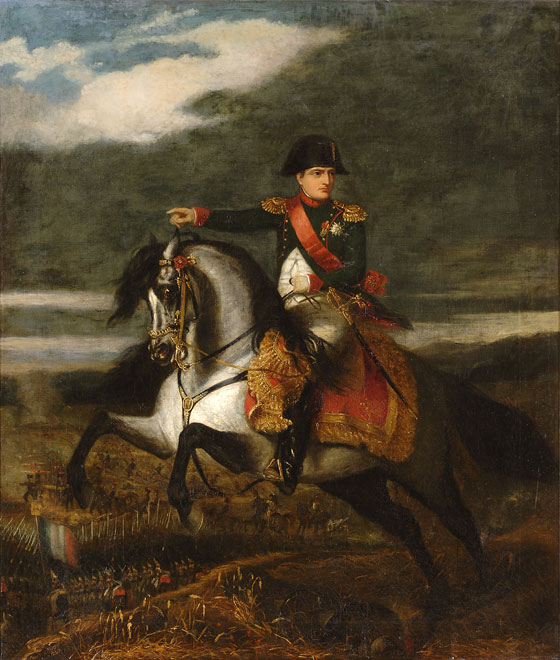
Napoléon bei Wagram in der schlichten Felduniform des Colonel der Chasseurs à cheval de la Garde

Die Uniform der Chasseurs à cheval de la Garde war die eine der aufwendigsten der Grande Armée, zusammen mit denen der Grenadiers à pied de la Garde (Gardegrenadiere zu Fuß), den Husaren, den Lanciers rouges (Roten Ulanen) und einigen anderen. Die Große Uniform hatte starke Ähnlichkeit mit einer Husarenuniform und glich in keiner Weise den Grenadieren zu Pferd der Linienkavallerie.
Sie bestand aus:
- Schwarzem Kolpak aus Bärenfell mit grünem Federstutz mit roter Spitze, sowie mit einem hochroten Mützenbeutel. Die Trompeter trugen einen weißen Kolpak mit einem blauen Federstutz und roter Spitze.
- Der Dolman war grün, für die Trompeter blau.
- Pelisse in Scharlachrot mit Rand aus schwarzem Schaffel gesäumt. (Rotes Schaffutter und Rand für die Unteroffiziere, weißes Schaffutter und Rand für die Offiziere)
- Hüftschärpe aus Wolle
- Hosen aus Wildleder
- Stiefel im Stil « à la Souvarov »

Die Bewaffnung bestand aus:
- dem Säbel der leichten Kavallerie
- der Muskete der Kavallerie
- einem Bajonett
- einer Pistole

Wie die Husaren trugen sie eine Säbeltasche, grün mit Goldumrandung und den kaiserlichen Insignien
Für die gewöhnlichen Reiter und Unteroffiziere gab es eine grüne Schabracke, für die Offiziere dagegen ein Pantherfell.
Sinnbild für das Regiment ist diese Uniform, oftmals so abgebildet. Bei Feldzügen wurde sie jedoch zurückgelassen und die weitaus schlichtere Felduniform getragen. Der gefütterte Pelisse wurde nur je nach den Witterungsumständen, getragen, der Dolman durch einen klassischen grünen Uniformrock «nach Jägerart» (d. h. mit spitzen Ärmelaufschlägen und Rabatten) ersetzt, der Kolpak ohne Federstutz und ohne Mützenbeutel, über den Reithosen aus Rehleder wurden Überhosen aus dunkelgrünem Stoff getragen und die Säbeltasche wurde mit einer Schutzhülle umgeben. Bekanntester Träger dieser Uniform war der Kaiser selbst, der sie nach seiner Krönung zunächst abwechselnd mit der der Gardegrenadiere zu Fuß trug, um dann nach Waterloo mit ihr ins Exil nach St. Helena zu gehen. Als sie dort vom langen Gebrauch abgenutzt wirkte, bot man ihm Stoff zum Anfertigen eines neuen Rockes an. Napoleon lehnte jedoch ab, da das Grün in keiner Weise dem Original ähnelte, und ließ stattdessen den Stoff seiner Uniform wenden. In dieser wurde er dann schließlich auch beigesetzt.

## Persönlichkeiten, die im Regiment gedient haben
- François Charles Jean Pierre Marie d'Avrange d'Haugéranville
- Eugène de Beauharnais
- Germain Charpentier
- Antoine-Marguerite Clerc
- Hercule Corbineau
- Nicolas Dahlmann
- Rémy-Isidore Exelmans
- Claude Etienne Guyot
- Pierre Chrétien Korte
- Charles Lefebvre-Desnouettes
- Jean Dieudonné Lion
- François-Louis de Morlan